# Eifelland Type 21
Eifelland Type 21 — автомобиль Формулы-1, разработанный конструктором Луиджи Колани для команды Eifelland Caravans. Принимал участие в чемпионате мира 1972 года.

## История
При проектировании болида немецкий конструктор Луиджи Колани, не имевший опыта работы в Формуле-1, взял за основу шасси March 721, на которое "надел" оригинальный, обтекаемый кузов. Его округлые формы позволили машине поехать чуть быстрее прототипа, но имелся недостаток прижимной силы. Заднее антикрыло, соединенное с кузовом, вызывало проблемы с охлаждением двигателя и закрывало гонщику обзор сзади. Поэтому было решено заменить некоторые детали кузова на старые от шасси March и поместить зеркало заднего вида перед водителем по типу перископа.
Единственный гонщик команды Рольф Штоммелен в 8 Гран-при, в которых участвовала машина, смог финишировать 6 раз. Лучшими результатами стали 10 места в Монако и Брэндс-Хэтче.
Несмотря на не слишком высокие результаты в гонках, машина получилась одной из самых необычных в истории Формулы-1.

## Результаты гонок
| Легенда к таблице |                                                                    |
| --- | ------------------------------------------------------------------ |
| В таблице перечислены результаты всех Гран-при Формулы-1, в которых использовался автомобиль. Строками таблицы являются сезоны, столбцами — этапы чемпионата мира. В каждой клетке указаны сокращённое название этапа и результат, дополнительно обозначенный цветом. Расшифровка обозначений и цветов представлена в нижеследующей таблице. |                                                                    |
| \| Пример \| Описание \| \| ------------ \| ------------------------------------------------------------------ \| \| 1 \| Победитель \| \| 2 \| Второе место \| \| 3 \| Третье место \| \| 5 \| Финишировал, заработав очки \| \| Сход \| Не финишировал, но при этом заработал очки \| \| 12 \| Финишировал, не получив очков \| \| НКЛ \| Финишировал, но не попал в финальную классификацию \| \| 15 \| Участвовал вне зачёта, либо по отдельной классификации \| \| 18 \| Не финишировал, но попал в финальную классификацию \| \| Сход \| Не финишировал \| \| НКВ \| Не прошёл квалификацию \| \| НПКВ \| Не прошёл предквалификацию \| \| ДСК \| Дисквалифицирован \| \| ИСК \| Исключён из протокола соревнований \| \| ТТ \| Заявлен для участия только в тренировках \| \| НС \| Участвовал в квалификации, но не стартовал в гонке \| \| Т \| Травмирован или болен \| \| ОТК \| Отказ от участия \| \| НТР \| Прибыл на соревнования, но на трассу не выезжал \| \| НПР \| Был заявлен в числе участников, но не прибыл к началу соревнований \| \| О \| Соревнования отменены \| \| \| Не участвовал \| \| Поул-позиция \| \| \| Быстрый круг \| \| |                                                                    |
| Пример | Описание                                                           |
| 1 | Победитель                                                         |
| 2 | Второе место                                                       |
| 3 | Третье место                                                       |
| 5 | Финишировал, заработав очки                                        |
| Сход | Не финишировал, но при этом заработал очки                         |
| 12 | Финишировал, не получив очков                                      |
| НКЛ | Финишировал, но не попал в финальную классификацию                 |
| 15 | Участвовал вне зачёта, либо по отдельной классификации             |
| 18 | Не финишировал, но попал в финальную классификацию                 |
| Сход | Не финишировал                                                     |
| НКВ | Не прошёл квалификацию                                             |
| НПКВ | Не прошёл предквалификацию                                         |
| ДСК | Дисквалифицирован                                                  |
| ИСК | Исключён из протокола соревнований                                 |
| ТТ | Заявлен для участия только в тренировках                           |
| НС | Участвовал в квалификации, но не стартовал в гонке                 |
| Т | Травмирован или болен                                              |
| ОТК | Отказ от участия                                                   |
| НТР | Прибыл на соревнования, но на трассу не выезжал                    |
| НПР | Был заявлен в числе участников, но не прибыл к началу соревнований |
| О | Соревнования отменены                                              |
| | Не участвовал                                                      |
| Поул-позиция |                                                                    |
| Быстрый круг |                                                                    |

| Год  | Команда                 | Двигатель         | Шины | Пилоты    | 1   | 2   | 3    | 4   | 5   | 6   | 7   | 8    | 9   | 10  | 11  | 12  | Место | Очки |
| ---- | ----------------------- | ----------------- | ---- | --------- | --- | --- | ---- | --- | --- | --- | --- | ---- | --- | --- | --- | --- | ----- | ---- |
| 1972 | Team Eifelland Caravans | Ford Cosworth DFV | G    |           | АРГ | ЮАР | ИСП  | МОН | БЕЛ | ФРА | ВЕЛ | ГЕР  | АВТ | ИТА | КАН | США | НКЛ   | 0    |
| 1972 | Team Eifelland Caravans | Ford Cosworth DFV | G    | Штоммелен |     | 13  | Сход | 10  | 11  | 16  | 10  | Сход | 15  |     |     |     | НКЛ   | 0    |